# Diócesis de Pesqueira
La diócesis de Pesqueira (en latín: Dioecesis Pesqueiren(sis) y en portugués: Diocese de Pesqueira) es una circunscripción eclesiástica latina de la Iglesia católica en Brasil, sufragánea de la arquidiócesis de Olinda y Recife. La diócesis tiene al obispo José Luiz Ferreira Salles, C.SS.R. como su ordinario desde el 15 de febrero de 2012. 

## Territorio y organización
La diócesis tiene 10 065 km² y extiende su jurisdicción sobre los fieles católicos de rito latino residentes en 13 municipios del estado de Pernambuco: Alagoinha, Arcoverde, Belo Jardim, Brejo da Madre de Deus, Buíque, Jataúba, Pedra, Pesqueira, Poção, Sanharó, Sertânia, Tupanatinga y Venturosa.
La sede de la diócesis se encuentra en la ciudad de Pesqueira, en donde se halla la Catedral de Santa Águeda.
En 2019 en la diócesis existían 25 parroquias.

## Historia
La diócesis de Floresta fue erigida por el papa Pío X el 5 de diciembre de 1910, obteniendo su territorio de la diócesis de Olinda (hoy arquidiócesis de Olinda y Recife), la cual fue simultáneamente elevada al rango de sede metropolitana, mediante el decreto Erectio dioecesum de la Congregación Consistorial.
El 2 de agosto de 1918, con la bula Archidioecesis Olindensis-Recifensis del papa Benedicto XV, el obispado fue trasladado de Floresta a Pesqueira y la diócesis tomó su nombre actual; al mismo tiempo, la diócesis amplió su territorio con seis parroquias que antes pertenecían a la sede metropolitana de Olinda y Recife.
El 30 de noviembre de 1923 cedió una parte de su territorio para la erección de la diócesis de Petrolina mediante la bula Dominicis gregis del papa Pío XI.
El 2 de julio de 1956 cedió una parte de su territorio para la erección de la diócesis de Afogados da Ingazeira mediante la bula Qui, volente Deo del papa Pío XII.
El 15 de febrero de 1964 cedió otra parte de su territorio para la erección de la diócesis de Floresta mediante la bula Qui secreto Dei consilio del papa Pablo VI.

## Estadísticas
De acuerdo al Anuario Pontificio 2020 la diócesis tenía a fines de 2019 un total de 391 819 fieles bautizados.
| Año                                                                             | Población            | Población | Población      | Sacerdotes | Sacerdotes    | Sacerdotes    | Bautizados por sacerdote | Diáconos permanentes | Religiosos | Religiosos | Parroquias |
| Año                                                                             | Bautizados católicos | Total     | % de católicos | Total      | Clero secular | Clero regular | Bautizados por sacerdote | Diáconos permanentes | Varones    | Mujeres    | Parroquias |
| ------------------------------------------------------------------------------- | -------------------- | --------- | -------------- | ---------- | ------------- | ------------- | ------------------------ | -------------------- | ---------- | ---------- | ---------- |
| 1950                                                                            | 392 000              | 392 887   | 99.8           | 42         | 32            | 10            | 9333                     |                      | 10         | 36         | 25         |
| 1965                                                                            | 266 000              | 271 000   | 98.2           | 26         | 19            | 7             | 10 230                   |                      | 5          | 25         | 16         |
| 1970                                                                            | 301 000              | 306 000   | 98.4           | 17         | 17            |               | 17 705                   |                      |            |            | 17         |
| 1976                                                                            | 303 000              | 310 000   | 97.7           | 27         | 19            | 8             | 11 222                   | 1                    | 8          | 28         | 19         |
| 1980                                                                            | 325 000              | 329 000   | 98.8           | 25         | 14            | 11            | 13 000                   | 2                    | 12         | 39         | 20         |
| 1990                                                                            | 410 000              | 428 000   | 95.8           | 27         | 17            | 10            | 15 185                   | 5                    | 10         | 27         | 21         |
| 1998                                                                            | 465 000              | 484 000   | 96.1           | 32         | 22            | 10            | 14 531                   | 5                    | 10         | 31         | 24         |
| 1999                                                                            | 465 000              | 484 000   | 96.1           | 31         | 21            | 10            | 15 000                   | 5                    | 10         | 31         | 24         |
| 2001                                                                            | 470 000              | 490 000   | 95.9           | 37         | 30            | 7             | 12 702                   | 5                    | 7          | 37         | 24         |
| 2002                                                                            | 446 000              | 494 000   | 90.3           | 32         | 27            | 5             | 13 937                   | 5                    | 5          | 33         | 25         |
| 2003                                                                            | 370 200              | 410 200   | 90.2           | 42         | 37            | 5             | 8814                     | 5                    | 5          | 36         | 25         |
| 2004                                                                            | 370 200              | 410 200   | 90.2           | 31         | 27            | 4             | 11 941                   | 5                    | 4          | 37         | 25         |
| 2013                                                                            | 413 000              | 459 000   | 90.0           | 43         | 35            | 8             | 9604                     | 2                    | 8          | 40         | 25         |
| 2016                                                                            | 423 400              | 471 000   | 89.9           | 40         | 34            | 6             | 10 585                   | 2                    | 6          | 40         | 25         |
| 2019                                                                            | 391 819              | 501 900   | 78.1           | 44         | 36            | 8             | 8904                     | 7                    | 16         | 35         | 25         |
| Fuente: Catholic-Hierarchy, que a su vez toma los datos del Anuario Pontificio. |                      |           |                |            |               |               |                          |                      |            |            |            |

## Episcopologio
- Augusto Álvaro da Silva † (12 de mayo de 1911-25 de junio de 1915 nombrado obispo de Barra)
- José Antônio de Oliveira Lopes † (26 de junio de 1915-24 de noviembre de 1932 falleció)
- Adalberto Accioli Sobral † (13 de enero de 1934-18 de enero de 1947 nombrado arzobispo de São Luís do Maranhão)
- Adelmo Cavalcante Machado † (3 de abril de 1948-24 de junio de 1955 nombrado arzobispo coadjutor de Maceió[7])
- Severino Mariano de Aguiar † (3 de diciembre de 1956-14 de marzo de 1980 retirado)
- Manuel Palmeira da Rocha † (14 de marzo de 1980-26 de mayo de 1993 renunció)
- Bernardino Marchiò (26 de mayo de 1993 por sucesión-6 de noviembre de 2002 nombrado obispo de Caruaru)
- Francesco Biasin (23 de julio de 2003-8 de junio de 2011 nombrado obispo de Barra do Piraí-Volta Redonda)
- José Luiz Ferreira Salles, C.SS.R., desde el 15 de febrero de 2012

## Leer más
- Aparición mariana de Cimbres